# Josef Blättler (Politiker, 1817)
Josef Niklaus Blättler (* 7. Mai 1817 in Ennetmoos; † 8. März 1901 ebenda) war ein Schweizer Politiker. Von 1862 bis 1863 gehörte er dem Regierungsrat (damals Wochenrat genannt) des Kantons Nidwalden an.

## Leben
Der Sohn des Regierungsrats Kaspar Blättler und der Kreszentia von Büren wurde in Ennetmoos geboren. Nach der Schulzeit stieg er ins väterliche Geschäft ein und wurde Papierfabrikant. Im Militär erreichte er den Rang eines Hauptmanns.
Seine Ausflüge in die Politik blieben von kurzer Dauer. 1850/1851 war er Gemeinderat in Stansstad und 1862/1863 Regierungsrat des Kantons Nidwalden.
Blättler heiratete 1845 Franziska Siegwart. Aus dieser Ehe stammen drei Töchter und ein Sohn.

## Quelle
- Neues Stammbuch. Band XII, Blättler Hergiswil V, 30 (4) (S. 43 von 179).